# Carmilla. Nuestra Señora de los vampiros
Carmilla. Nuestra Señora de los vampiros es una adaptación en cómic de un solo número en formato prestigio de la novela homónima de Joseph Sheridan Le Fanu. Publicada en 1999 por Dude Comics como primer número de su colección "Dude Gold", fue escrita por el veterano guionista estadounidense Roy Thomas (en su primer trabajo para el mercado español junto con Anthem) y dibujada por los españoles Isaac M. Del Rivero y Rafael Fonteriz, aplicando el denominado método Marvel.

## Argumento
La historia transcurre en dos escenas temporales, diferenciadas tanto en la trama, como en el dibujo. Por una parte la historia comienza en el presente, cuando una joven llamada Laura es atacada por unos desconocidos y es rescatada por una misteriosa desconocida, que la lleva a su casa.
La desconocida resulta ser una vampira, Carmilla, quien la anima a leer su historia recogida por el autor irlandés Le Fanu. En ese momento la escena cambia y comienza la verdadera adaptación de la novela.
Al acabar la lectura, Carmilla le cuenta a Laura que se siente cansada y sola, y que de no haberla encontrado, se habría suicidado. En ese momento uno de los atacantes de Laura reaparece e intenta acabar con las dos chicas, pero ambas consiguen derrotarlo.
La intención original era comenzar una serie en el presente con Carmilla y Laura como protagonistas, que les llevarían a conocer a diversos vampiros literarios famosos como Lord Ruthven, el Conde Drácula, etc. Sin embargo, el proyecto no llegó a efectuarse.